# シンガポール・ケーブルカー

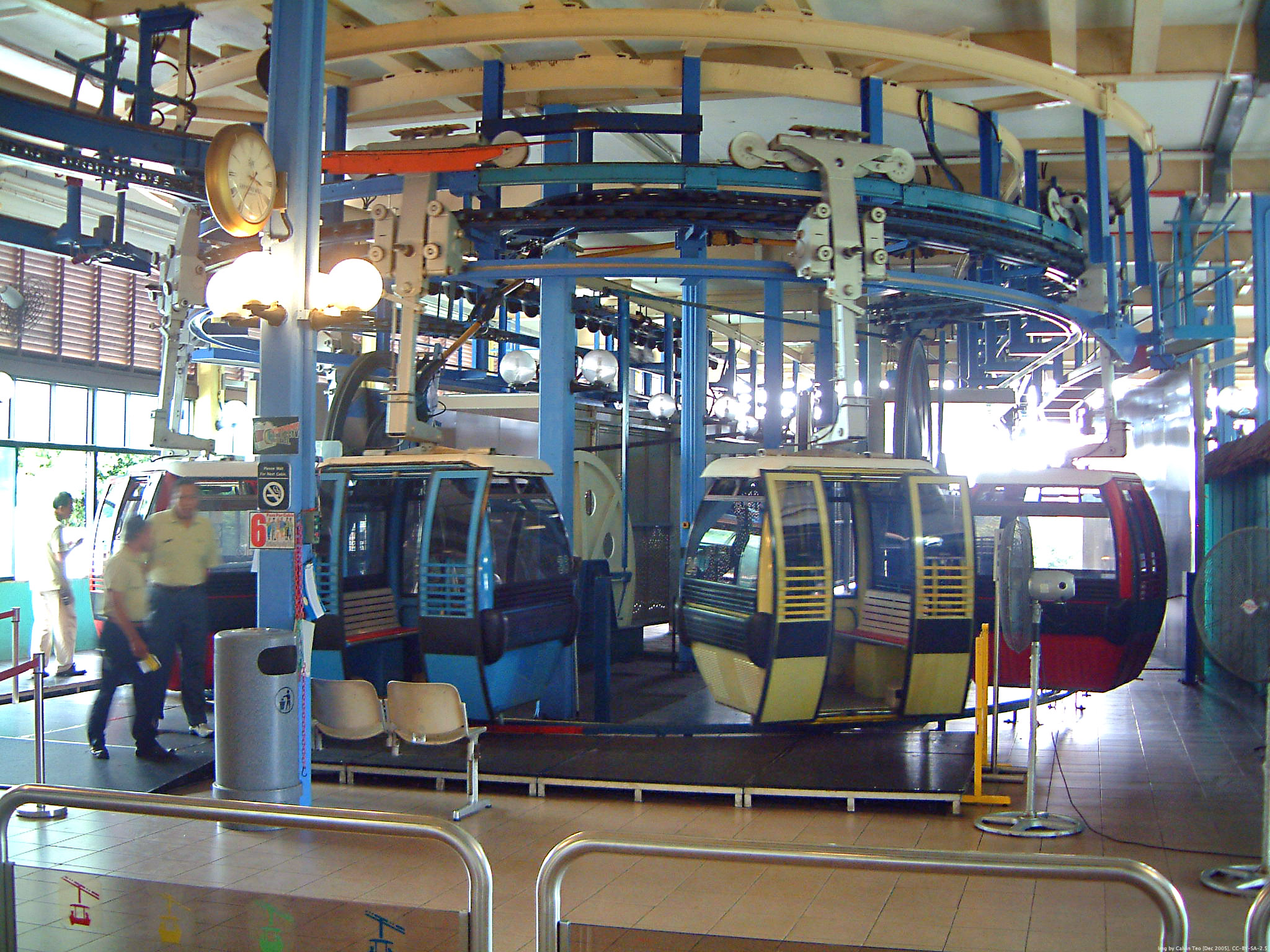

シンガポール・ケーブルカー（英語：Singapore Cable Car）は、シンガポール南部のマウント・フェーバー (The Jewel Box Station) からハーバー・フロント (Harbourfront Station) を経由し、セントーサ島 (Sentosa Station) まで運行されているシンガポール島とセントーサ島を結ぶ索道（ロープウェイ）である。運行会社ではケーブルカーと称しているが、日本の観点ではロープウェイである。イギリス英語では cable car という言葉で、索道を指すこともある。

## 概要
1974年2月15日に開業したロープウェイで、シンガポール島とセントーサ島を結び、港の上空、海を越えていく。それぞれのキャビンの定員は大人6名で、一方向で一時間当たり最大1400人輸送することができる。ケーブルのすぐ上にある電話線に27個の赤色の航空障害灯が取り付けられている。料金は往復乗車で大人35SGD、小児25SGDである。

## 沿革
- 1974年2月15日に開業
- 1983年1月29日 下を通過した船がロープウェイに当たりキャビンが海に転落する事故が起こる。
- 1988年 通算1000万人搭乗
- 1994年 キャビンを交換
- 1995年 通算2000万人搭乗
- 1997年 通算2500万人搭乗
- 1999年 床がガラスでできていて下が見えるキャビンを追加（翌年にも追加）。

## 施設
- The Jewel Box Station

海抜93m。マウント・フェーバーにある駅。
- Seah Im Tower

海抜80m。
- Harbourfront Station

海抜69m。MRT北東線と接続
- Selegu Tower

海抜88m。
- Sentosa Station

海抜47m。

## 事故
1983年1月29日パナマ船籍の石油採掘用の船がロープウェイの下を通過した際にケーブルに当たってしまい2つのキャビンが55メートル下の海に落ち、7人が死亡するという事故が起こった。現在はセントーサ島とシンガポール島に橋も架かり、大きな船がロープウェイの下を通過することはできない。